# Giancarlo Alessandrelli
Giancarlo Alessandrelli (Senigallia, 4 marzo 1952) è un ex calciatore italiano, di ruolo portiere.

## Carriera
Cresciuto nelle giovanili della Juventus, entra nella squadra maggiore come terzo portiere e contestualmente si aggiudica con la Primavera il Campionato 1971-1972.

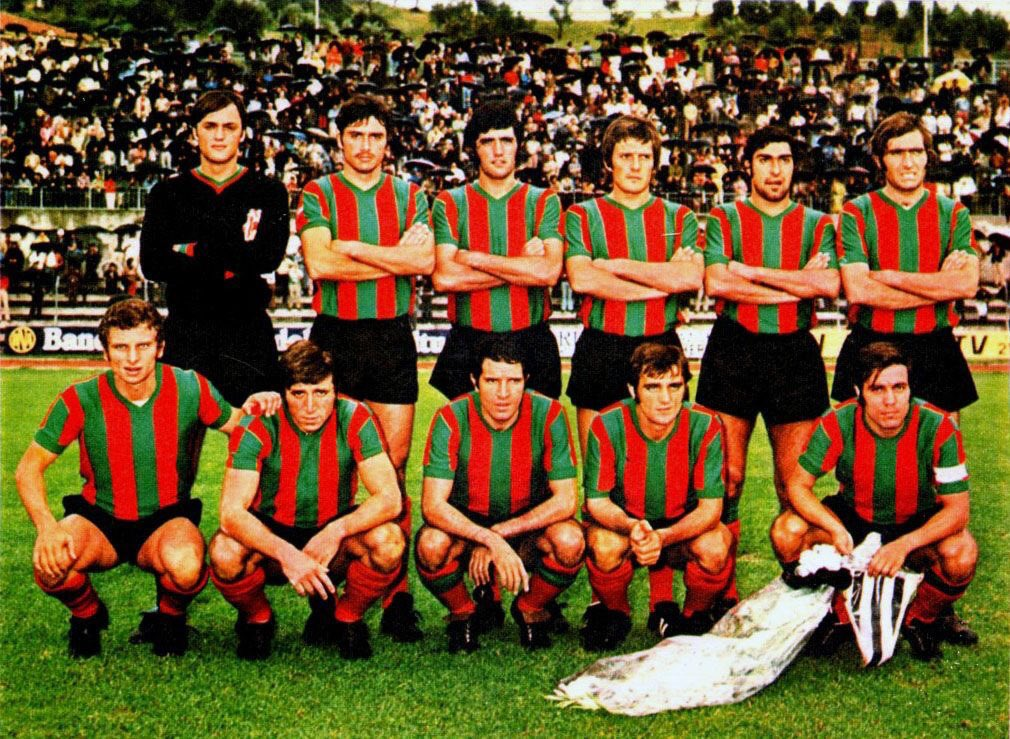
Alessandrelli (in piedi, primo da sinistra) nella Ternana del 1972-1973

Per fargli fare esperienza i piemontesi lo cedono in prestito inizialmente alla Ternana, società nella quale gioca titolare disputando 25 partite, debuttando in Serie A il 24 settembre 1972 in occasione dell'incontro Napoli-Ternana (1-0), e poi all'Arezzo, in Serie B. Nel 1974-1975 si trasferisce quindi alla Reggiana dove non veste la maglia da titolare e colleziona 3 presenze come vice di Maurizio Memo.
La Juventus lo richiama nel 1975-1976 per rilevare Massimo Piloni nel ruolo di riserva di Dino Zoff. Gioca titolare in alcuni incontri di Coppa Italia e in occasione della gara di ritorno valevole per il primo turno della Coppa dei Campioni 1977-1978 contro l'Omonia.
Dopo quattro anni di panchina, in cui indossa il n. 12 in campionato per 113 volte, nell'ultima giornata del campionato 1978-1979 Giovanni Trapattoni lo fa subentrare a Zoff nel corso di Juventus-Avellino; i bianconeri sono in vantaggio per 3-0, ma in meno di mezz'ora Alessandrelli incredibilmente subisce tre reti e la partita si conclude 3-3.
L'anno successivo viene ceduto all'Atalanta, in Serie B, dove torna a giocare con più continuità. Dopo una stagione nella Rondinella, in Serie C1, torna nell'annata 1983-1984 nella serie maggiore, quale riserva di Giovanni Galli nelle file della Fiorentina. 
L'anno successivo ritorna nella Rondinella, dove conclude la carriera nel 1986.

## Statistiche
| Stagione          | Squadra           | Campionato        | Campionato | Campionato | Coppe nazionali | Coppe nazionali | Coppe nazionali | Coppe continentali | Coppe continentali | Coppe continentali | Altre coppe | Altre coppe | Altre coppe | Totale | Totale |
| Stagione          | Squadra           | Comp              | Pres       | Reti       | Comp            | Pres            | Reti            | Comp               | Pres               | Reti               | Comp        | Pres        | Reti        | Pres   | Reti   |
| ----------------- | ----------------- | ----------------- | ---------- | ---------- | --------------- | --------------- | --------------- | ------------------ | ------------------ | ------------------ | ----------- | ----------- | ----------- | ------ | ------ |
| 1970-1971         | Juventus          | A                 | 0          | 0          | CI              | 0               | 0               | CdF                | 0                  | 0                  | TP          | 1           | -1          | 1      | -1     |
| 1971-1972         | Juventus          | A                 | 0          | 0          | CI              | 0               | 0               | CU                 | 0                  | 0                  | -           | -           | -           | 0      | 0      |
| 1972-1973         | Ternana           | A                 | 15         | -17        | CI              | 4               | -9              | -                  | -                  | -                  | -           | -           | -           | 19     | -26    |
| 1973-1974         | Arezzo            | B                 | 32         | -30        | CI              | 3               | -5              | -                  | -                  | -                  | -           | -           | -           | 35     | -35    |
| 1974-1975         | Reggiana          | B                 | 3          | -3         | CI              | 0               | 0               | -                  | -                  | -                  | -           | -           | -           | 3      | -3     |
| 1975-1976         | Juventus          | A                 | 0          | 0          | CI              | 0               | 0               | CC                 | 0                  | 0                  | -           | -           | -           | 0      | 0      |
| 1976-1977         | Juventus          | A                 | 0          | 0          | CI              | 4               | -5              | CU                 | 0                  | 0                  | -           | -           | -           | 4      | -5     |
| 1977-1978         | Juventus          | A                 | 0          | 0          | CI              | 6               | -14             | CC                 | 1                  | 0                  | -           | -           | -           | 7      | -14    |
| 1978-1979         | Juventus          | A                 | 1          | -3         | CI              | 0               | 0               | CC                 | 0                  | 0                  | -           | -           | -           | 1      | -3     |
| Totale Juventus   | Totale Juventus   | Totale Juventus   | 1          | -3         |                 | 10              | -19             |                    | 1                  | 0                  |             | 1           | -1          | 13     | -23    |
| 1979-1980         | Atalanta          | B                 | 14         | -7         | CI              | 2               | -2              | -                  | -                  | -                  | -           | -           | -           | 16     | -9     |
| 1980-1981         | Sanremese         | C1                | 24         | -21        | -               | -               | -               | -                  | -                  | -                  | -           | -           | -           | 24     | -21    |
| 1981-1982         | Atalanta          | C1                | 0          | 0          | CI              | 0               | 0               | -                  | -                  | -                  | -           | -           | -           | 0      | 0      |
| Totale Atalanta   | Totale Atalanta   | Totale Atalanta   | 14         | -7         |                 | 2               | -2              |                    | 0                  | 0                  |             | 0           | 0           | 16     | -9     |
| 1982-1983         | Rondinella        | C1                | 24         | -21        | -               | -               | -               | -                  | -                  | -                  | -           | -           | -           | 24     | -21    |
| 1983-1984         | Fiorentina        | A                 | 0          | 0          | CI              | 0               | 0               | -                  | -                  | -                  | -           | -           | -           | 0      | 0      |
| 1984-1985         | Rondinella        | C1                | 6          | -11        | -               | -               | -               | -                  | -                  | -                  | -           | -           | -           | 6      | -11    |
| 1985-1986         | Rondinella        | C1                | 0          | 0          | -               | -               | -               | -                  | -                  | -                  | -           | -           | -           | 0      | 0      |
| Totale Rondinella | Totale Rondinella | Totale Rondinella | 30         | -32        |                 | 0               | 0               |                    | 0                  | 0                  |             | 0           | 0           | 30     | -32    |
| Totale carriera   | Totale carriera   | Totale carriera   | 119        | -113       |                 | 19              | -35             |                    | 1                  | 0                  |             | 1           | -1          | 140    | -149   |

## Palmarès

### Competizioni giovanili
- Campionato Primavera: 1

Juventus: 1971-1972

### Competizioni nazionali
- Campionato italiano: 3

Juventus: 1971-1972, 1976-1977, 1977-1978
- Coppa Italia: 1

Juventus: 1978-1979

### Competizioni internazionali
- Coppa UEFA: 1

Juventus: 1976-1977